# الماس (اردبیل)
الماس یک روستا در بخش مرکزی شهرستان اردبیل است که در دهستان بالغلو واقع شده‌است. الماس ۱۶۹ نفر جمعیت دارد.